# جان شاريه
جان شاريه (أيضاً: جان شاريست) (بالفرنسية: Jean Charest)‏ أو جون جيمس شاريه (بالإنجليزية: John James Charest)‏ (اللفظ: ‎[ʒɑ̃ ʃɑʁɛ]‏) (مواليد شيربروك، كيبك، 24 يونيو 1958

)) سياسي كندي، وهو رئيس وزراء كيبك التاسع والعشرون منذ سنة 2003، وشغل منصب نائب رئيس وزراء كندا بين 25 يونيو و3 نوفمبر 1993، وكان قائد الحزب المحافظ التقدمي الفيدرالي من سنة 1993 حتى 1998، وهو زعيم حزب كيبك الليبرالي منذ سنة 1998 حتى 5 ديسمبر 2012 حيث أعلن استقالته واعتزاله العمل السياسي عشية خسارة حزبه في الانتخابات البرلمانية العامة في إقليم كيبيك (2012). يحمل إجازة في القانون من جامعة شيربروك. متزوج من ميشيل ديون ولديهما ثلاثة أولاد يتكلمون اللغتين الفرنسية والإنكليزية بطلاقة كاملة.

## روابط خارجية
- جان شاريه على موقع IMDb (الإنجليزية)
- جان شاريه على موقع الموسوعة البريطانية (الإنجليزية)
- جان شاريه على موقع مونزينجر (الألمانية)
- جان شاريه على موقع كينوبويسك (الروسية)